# Oberleitungsbus Moers
Der Oberleitungsbus Moers war ein Oberleitungsbus-System in Nordrhein-Westfalen. Von der niederrheinischen Stadt Moers ausgehend erstreckte sich ein Netz von Überlandstrecken bis Rheinberg-Ossenberg im Norden, Duisburg-Ruhrort im Osten, Rheinhausen-Friemersheim im Süden und Vluyn beziehungsweise Kamp im Westen. Er war zu seiner Zeit der größte Obusbetrieb Deutschlands, existierte vom 27. Oktober 1950 bis zum 28. September 1968 und ersetzte die zuvor auf diesen Relationen verkehrenden Straßenbahnen. Später wurde er seinerseits von Omnibussen abgelöst. Am Oberleitungsbus Moers waren drei Verkehrsunternehmen beteiligt, dies waren die Straßenbahn Moers–Homberg GmbH, die Kreis Moerser Verkehrs- und Versorgungsbetriebe (KMV) und die Duisburger Verkehrsgesellschaft (DVG). Die Netzlänge betrug 54,635 Kilometer, zuzüglich weiterer 1,35 Kilometer zu Duisburg gehörend. Eine örtliche Besonderheit war die hohe Fahrspannung von 850 Volt Gleichstrom statt der allgemein üblichen 600 Volt. 

## Geschichte
Die einzelnen Streckenabschnitte gingen wie folgt in Betrieb: 
| Eröffnung          | Strecke                                          | Oberleitung | Länge   | Gesellschaft                      |
| ------------------ | ------------------------------------------------ | ----------- | ------- | --------------------------------- |
| 27. Oktober 1950   | Rheinberg – Ossenberg                            | einspurig   | 4,3 km  | KMV                               |
| 02. Dezember 1950  | Lintfort, Gardemann – Rheinberg                  | zweispurig  | 5,0 km  | KMV                               |
| 22. Dezember 1950  | Lintfort, Rathausplatz – Lintfort, Gardemann     | zweispurig  | 1,7 km  | KMV                               |
| 11. August 1952    | Repelen, Linde – Moers, Neumarkt                 | zweispurig  | 5,0 km  | KMV                               |
| 11. Oktober 1952   | Lintfort, Post – Repelen                         | zweispurig  | 4,4 km  | KMV                               |
| 11. Oktober 1952   | Moers, Neumarkt – Moers, Bahnhof                 | zweispurig  | 3,0 km  | KMV                               |
| 01. November 1952  | Kamp – Lintfort                                  | zweispurig  | 1,9 km  | KMV                               |
| 17. Mai 1953       | Moers, Bahnhof – Homberg                         | zweispurig  | 6,2 km  | Straßenbahn Moers-Homberg         |
| 26. September 1954 | Homberg, Bismarckplatz – Bahnhof Rheinhausen Ost | zweispurig  | ?       | Straßenbahn Moers-Homberg         |
| 11. Dezember 1954  | Bahnhof Rheinhausen Ost – Friemersheim           | zweispurig  | 9,84 km | Straßenbahn Moers-Homberg         |
| 18. Dezember 1954  | Homberg – Ruhrort                                | zweispurig  | 2,8 km  | Straßenbahn Moers-Homberg und DVG |
| 15. November 1955  | Homberg, Bismarckplatz – Homberg, Parkfriedhof   | zweispurig  | 2,0 km  | Straßenbahn Moers-Homberg         |
| 06. November 1958  | Moers, Neumarkt – Vluyn                          | zweispurig  | 8,5 km  | Straßenbahn Moers-Homberg         |
| 18. Dezember 1960  | Homberg, Parkfriedhof – Moers, Alexanderstraße   | zweispurig  | 3,3 km  | Straßenbahn Moers-Homberg         |

Das Netz wurde von drei Linien bedient, 1962 – zum Zeitpunkt der größten Ausdehnung – verkehrten diese wie folgt: 
| Linie | Strecke             | Länge     | Reisezeit  | Durchschnittsgeschwindigkeit | mittlerer Haltestellenabstand |
| ----- | ------------------- | --------- | ---------- | ---------------------------- | ----------------------------- |
| 2     | Rheinhausen – Vluyn | 26,6 km   | 72 Minuten | 22,2 km/h                    | 416 m                         |
| 4     | Ruhrort – Kamp      | 21,051 km | 56 Minuten | 22,5 km/h                    | 427 m                         |
| 5     | Ruhrort – Ossenberg | 29,51 km  | 74 Minuten | 23,9 km/h                    | 475 m                         |

Die Linie 5 war dabei die längste Oberleitungsbuslinie Deutschlands. In der Hauptverkehrszeit verkehrte zusätzlich eine Verstärkerlinie 1 zwischen Ruhrort und Moers.

## Fahrzeuge
Auf dem Moerser Netz kamen insgesamt 57 Fahrzeuge zum Einsatz: 
| Nummern | Besitzer                  | Hersteller           | Elektrik | Typ                             | Baujahre  |
| ------- | ------------------------- | -------------------- | -------- | ------------------------------- | --------- |
| 101–103 | KMV                       | Henschel / Uerdingen | SSW      | ÜHIIs                           | 1950–1951 |
| 104–106 | KMV                       | Henschel / Uerdingen | SSW      | ÜHIIIs                          | 1952      |
| 107–108 | KMV                       | Krupp / Ludewig      | SSW      | ?                               | 1956      |
| 109–115 | KMV                       | Büssing / Uerdingen  | SSW      | ÜBIVs                           | 1956–1958 |
| 116–117 | KMV                       | Henschel             | Kiepe    | HS 160 OSL                      | 1959      |
| 118–123 | KMV                       | Büssing / Emmelmann  | SSW      | Präsident Verbund (Gelenkwagen) | 1964      |
| 151–161 | Straßenbahn Moers-Homberg | Henschel / Uerdingen | SSW      | ÜHIIIs                          | 1952–1954 |
| 162–165 | Straßenbahn Moers-Homberg | Büssing / Uerdingen  | SSW      | ÜBIVs                           | 1955–1957 |
| 166–167 | Straßenbahn Moers-Homberg | Büssing / Uerdingen  | Kiepe    | ÜBIVs                           | 1961      |
| 168–172 | Straßenbahn Moers-Homberg | Büssing / Emmelmann  | SSW      | Präsident Verbund (Gelenkwagen) | 1964      |
| 1       | DVG                       | Henschel / Uerdingen | Kiepe    | ÜHIIIs                          | 1955      |
| 2       | DVG                       | Henschel / Uerdingen | SSW      | ÜHIIIs                          | 1953      |